# Звозы (Волынская область)
Звозы (укр. Звози) — село в Киверцовской городской общине Луцкого района Волынской области Украине.
До 2020 года входило в Киверцовский район.
Код КОАТУУ — 0721886802. Население по переписи 2001 года составляет 390 человек. Почтовый индекс — 45220. Телефонный код — 3365. Занимает площадь 2,33 км².

## Известные уроженцы
- Сардачук, Пётр Данилович (р. 1938) — украинский дипломат. Заместитель министра иностранных дел Украины (1990—2001). Чрезвычайный и Полномочный Посол Украины.